# Confidente de secundaria
Confidente de secundaria é uma telenovela mexicana produzida pela Televisa e exibida pelo Canal de las Estrellas entre 25 de março e 27 de setembro de 1996.
A trama foi protagonizada por Irán Castillo, Flavio Cesar, Julio Alemán e Julieta Rosen e antagonizada por Nora Salinas e Alexis Ayala.

## Exibição
Foi reprisada pela primeira vez pelo canal TLNovelas entre 19 de janeiro a 26 de junho de 1998.
Foi reprisada pela segunda vez pelo TLNovelas entre 18 de janeiro e 25 de junho de 2010, substituindo DKDA: Sueños de Juventud e sendo substituida por Azul.

## Enredo
O relógio marca sete e o fenômeno que todos os jovens são parte do país surge. Este é um programa novo, divertido e musical chamado "secundário confiante", onde nem tudo é na música moderna e comentário gentil. Roberto e Mônica, os condutores têm a capacidade de obter ouvintes chamá-los e dizer-lhes seus segredos, amores, problemas e segredos, mantendo-os para um conselho, um carinho, uma demonstração de otimismo e uma mensagem positiva.
Muitos jovens que chamam depois de se sentir sozinho e incompreendido: Jackie, que ama seus pais, não consigo entender como as relações complicadas pode ser entre um casal e, portanto, promete reconciliar depois de uma separação dolorosa e o obstáculo de ter que a deixar de lado a amante de seu pai; Hector, o jovem que está lutando para sair da sombra que faz a sua eminência é seu irmão mais velho, aos olhos de seu pai exigente; Bianca, uma jovem mulher caprichosa e vaidosa, que visa submeter todos à sua vontade, mesmo que, no fundo, se sente abandonada; Quico, um alpinista ambicioso que impressiona os outros meninos e ameaça alimentar ainda mais a sua sede de poder e dinheiro; Marilu, focado e que sabe o que o amor não é o momento de se render ao noivo da imprensa; Belém, a jovem e enquanto ele não se atreve a aceitar que você tem que dar um grande passo para avançar; Marcos, responsável e generoso, mas quão longe um menino 20 anos pode ser o apoio financeiro e emocional de sua família?; e Polo, a piada, o eterno sorriso, a vida despreocupada que vê o mundo como um lugar para se divertir sem se preocupar.
É assim que os jovens protagonistas vão compartilhá-lo, relacionando as suas preocupações. Romances, ciúme, traição, medo, medos e habilidades que se entrelaçam em uma série de situações que compartilham todos os dias com o seu "Confidente Secundária" surgir. enquanto Hector e Jackie prometer como jovens amantes nunca se separaram quico desmascara o pai de Jackie correndo para o apartamento do fraudador, onde por meio de um vídeo que confirma os seus piores receios, jackie, Hector correr em ajuda para evitar um desfecho sangrento. O final é confuso como Jackie e Hector ficar juntos e Quico é feito prisioneiro. Aparece disfarçado de enfermeira e tenta matá-los com um machado, mas os produtores dizem que "Corta!" revelando que a história toda era uma obra.

## Elenco
- Alexis Ayala - Quico
- Flavio Cesar - Héctor
- Irán Castillo - Jackie
- Julio Alemán - Simón
- Julieta Rosen - Cristina
- Luis Gimeno - Ulises
- Hilda Aguirre - Marcela
- Arsenio Campos - Jorge
- Margarita Isabel - Soledad
- Aldo Monti - Rogelio
- Felicia Mercado - Casandra
- Sergio Ramos - Eladio
- Ofelia Cano - Adriana
- Diego Schoening - Roberto
- Martha Aguayo - Mónica
- Beatriz Aguirre - Dinorah
- Gustavo Rojo - Miramontes
- Karyme Lozano - Marilú
- Charlie - Marcos
- Nora Salinas - Bianca Bermúdez
- Francesca Guillén - Belén
- Gerardo Quiroz - Polo
- Luisa Acosta - Renata
- Sergio Mayer - Erick
- Enrique Borja Baena - Yeyo
- María Luisa Alcalá - Connie
- Aurora Alonso - Delia
- José Luis Cordero - Apolonio
- Ricardo de Pascual - Anselmo
- Gabriela Goldsmith - Sonia
- Sergio Blass - Sergio
- Amara Villafuerte - Crista
- Susan Vohn - Olivia
- Consuelo Duval - Gladys
- Alejandra Barros - Laura
- Rafael del Villar - Ricardo
- Oscar Uriel - Sergio
- Adal Ramones - Ramiro
- Annette Cuburu - Paloma

## Prêmios e indicações

### Prêmios TVyNovelas 1997
| Categoria                  | Pessoa         | Resultado |
| -------------------------- | -------------- | --------- |
| Melhor revelação feminina  | Nora Salinas   | Nomeada   |
| Melhor revelação masculina | Gerardo Quiroz | Nomeado   |

## Versões
- Em 2006 o SBT pretendia produzir a versão brasileira que seria adaptada por Yves Dumont e protagonizada por Marisol Ribeiro.[2]
- Em 2011 a Televisa realizou uma nova versão Esperanza del corazón que foi produzida também por Luis de Llano Macedo e foi protagonizada por Bianca Marroquín e Patricio Borghetti. (Esta versão foi uma fusão com Agujetas de color de rosa).